# Fermis gyllene regel
Fermis gyllene regel, uppkallad efter fysikern Enrico Fermi, är en formel för att beräkna den konstanta övergångssannolikheten per tidsenhet mellan två egentillstånd för ett kvantsystem som utsätts för en svag (tidsberoende) störning.

## Formler

### Tidsoberoende störning
Övergångssannolikheten per tidsenhet från ett initialtillstånd {\displaystyle |i\rangle } till ett finaltillstånd {\displaystyle |f\rangle } ges enligt Fermis gyllene regel för en tidsoberoende störning {\displaystyle {\hat {V}}(t)={\hat {V}}} av
{\displaystyle \Gamma _{i\rightarrow f}={\frac {2\pi }{\hbar }}|\langle f|{\hat {V}}|i\rangle |^{2}\delta (E_{f}-E_{i})}
där {\displaystyle E_{i}} och {\displaystyle E_{j}} är energierna för start- respektive finaltillståndet. Om det finns flera olika finaltillstånd med identiska övergångselement, ges den totala övergångssannolikheten per tidsenhet av
{\displaystyle \Gamma _{i\rightarrow f}={\frac {2\pi }{\hbar }}|\langle f|{\hat {V}}|i\rangle |^{2}\sum _{F\in f}\delta (E_{F}-E_{i})={\frac {2\pi }{\hbar }}|\langle f|{\hat {V}}|i\rangle |^{2}\rho (E_{i})}
där {\displaystyle \rho (E_{i})} är tillståndstätheten av finaltillstånd vid initialenergin {\displaystyle E_{i}}.

### Periodisk störning
För en periodisk störning {\displaystyle {\hat {V}}(t+T)={\hat {V}}(t)={\hat {F}}e^{-i\omega t}+{\hat {F}}^{\dagger }e^{i\omega t}} med vinkelfrekvens {\displaystyle \omega ={\frac {2\pi }{T}}} erhålls ett liknande resultat, men start- och finalenergierna kan nu skilja {\displaystyle \hbar \omega } på grund av att energi har absorberats eller emitterats under processen:
{\displaystyle \Gamma _{i\rightarrow f}={\frac {2\pi }{\hbar }}|\langle f|{\hat {F}}|i\rangle |^{2}\delta (E_{f}-E_{i}-\hbar \omega )+{\frac {2\pi }{\hbar }}|\langle f|{\hat {F}}^{\dagger }|i\rangle |^{2}\delta (E_{f}-E_{i}+\hbar \omega ).}

## Antaganden
Fermis gyllene regel bygger på tidsberoende störningsteori med ett antal antaganden. Störningen antas vara så svag att populationen av det initiala tillståndet inte påverkas nämnvärt; i annat fall kommer övergångssannolikheten per tidsenhet att variera med tiden. Observationstiden antas också vara mycket lång i förhållande; annars erhålls en annan funktion istället för deltafunktionen i uttrycket för den gyllene regeln.

## Användning
Fermis gyllene regel har stor betydelse för att beräkna exempelvis sönderfallskonstanter inom kärnfysiken och elektron- eller värmeströmmar i nanosystem.